# Varanus rainerguentheri
Varanus rainerguentheri es una especie de escamoso de la familia Varanidae.

## Distribución geográfica
Es endémica de las islas Molucas (Indonesia).